# Rejoagung (Kedungwaru)
Rejoagung is een bestuurslaag in het regentschap Tulungagung van de provincie Oost-Java, Indonesië. Rejoagung telt 7939 inwoners (volkstelling 2010).